# Meigenia silvestris
Meigenia silvestris là một loài ruồi trong họ Tachinidae.